# Tatum (Nuovo Messico)
Tatum è un comune (town) degli Stati Uniti d'America della contea di Lea nello Stato del Nuovo Messico. La popolazione era di 683 persone al censimento del 2000.

## Geografia fisica
Tatum è situata a 33°15′19″N 103°18′58″W (33.255401, -103.316143).
Secondo lo United States Census Bureau, ha un'area totale di 1,2 miglia quadrate (3,1 km²).

## Società

### Evoluzione demografica
Secondo il censimento del 2000, c'erano 683 persone.

### Etnie e minoranze straniere
Secondo il censimento del 2000, la composizione etnica della città era formata dal 65,45% di bianchi, l'1,02% di afroamericani, lo 0,59% di nativi americani, lo 0,15% di oceanici, il 30,31% di altre razze, e il 2,49% di due o più etnie. Ispanici o latinos di qualunque razza erano il 37,34% della popolazione.